# Macrosolen avenis
Macrosolen avenis là một loài thực vật có hoa trong họ Loranthaceae. Loài này được Danser mô tả khoa học đầu tiên.